# Pfarrkirche Kleinfrauenhaid

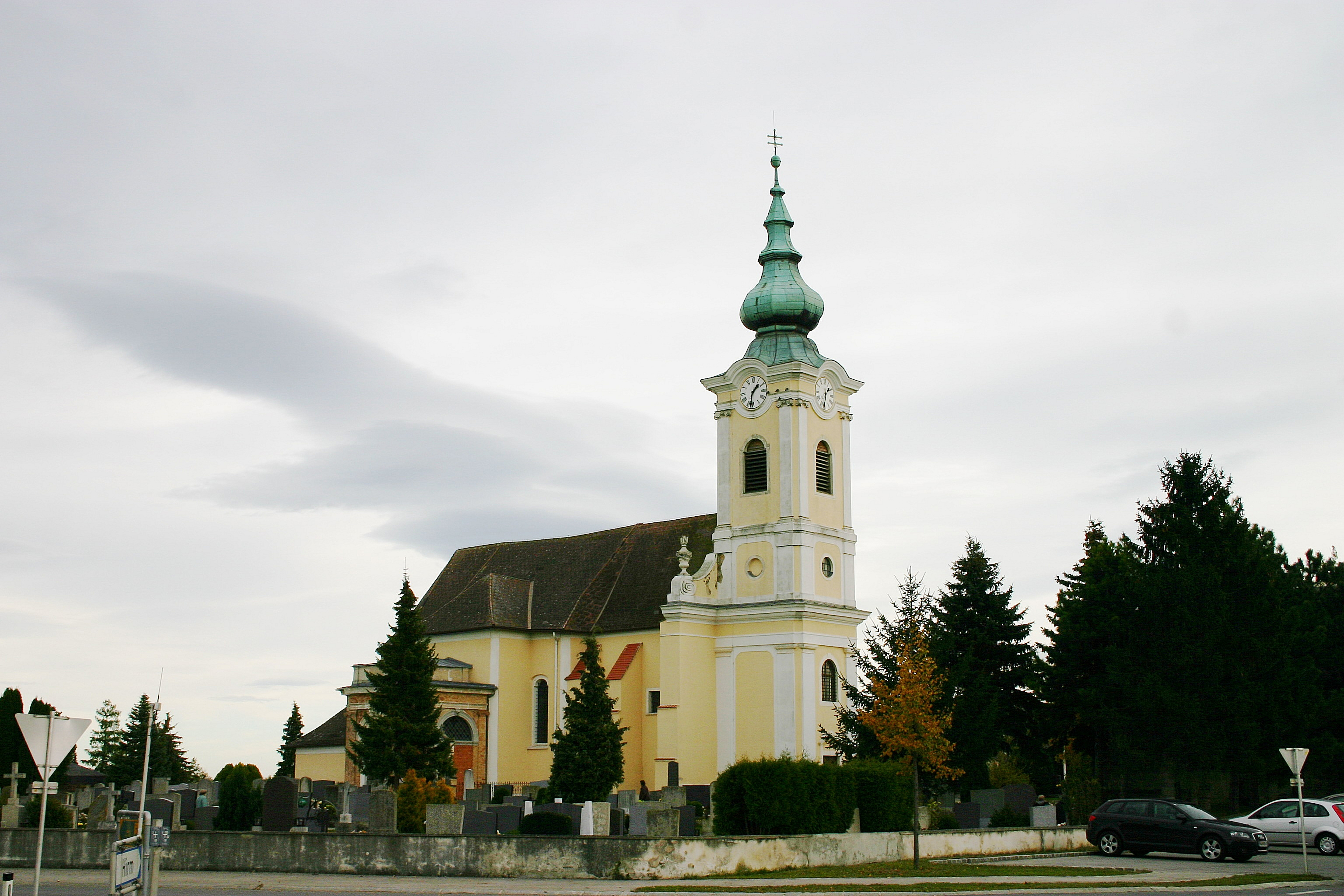
Kath. Pfarr- und Wallfahrtskirche Mariä Himmelfahrt in Kleinfrauenhaid

Die römisch-katholische Pfarrkirche Kleinfrauenhaid steht im Kirchweiler Kleinfrauenhaid in der Gemeinde Zemendorf-Stöttera im Bezirk Mattersburg im Burgenland. Die Wallfahrtskirche Mariä Himmelfahrt gehört zum Dekanat Mattersburg in der Diözese Eisenstadt. Die Kirche steht unter Denkmalschutz.

## Geschichte
Die vermutlich ältere Pfarre wird im Jahre 1261 urkundlich erwähnt und war von 1692 bis 1781 dem Stift Lambach inkorporiert. Der mächtige spätbarocke Kirchenbau mit Westturm wurde im Jahre 1662 umgebaut und im Zuge der Zweiten Türkenbelagerung von Wien im Jahre 1683 schwer beschädigt. Im Jahre 1693 wurde mit dem Wiederaufbau begonnen. Das von Fürst Paul I. Esterházy im Jahr 1694 gestiftete Gnadenbild wurde schnell Gegenstand einer bis heute anhaltenden Wallfahrt. Der heutige Turm wurde 1778 errichtet und die Kirche im Jahre 1785 neu geweiht.

## Architektur
Das Langhaus mit Strebepfeilern entstand um 1700 und die Ostung ist ein Grundriss in Form eines griechischen Kreuzes mit einer halbrunden Apsis. An der Giebelfassade steht der reich gegliederte dreigeschoßige Kirchturm mit Pilastergliederung im Obergeschoß, Segmentgiebeln und Zwiebelhelm. Das Westportal in der Turmhalle trägt die Jahreszahl 1766. Das zweijochige Langhaus unter einem Tonnengewölbe hat eine Empore über einem Kreuzgratgewölbe. Mittig des Langhauses sind querschiffartige Erweiterungen unter einem Platzgewölbe. Der platzlgewölbte Chor mit runder Apsis hat links eine Sakristei und rechts eine Beichtkapelle. Südlich des Langhauses  wurde die Franz-Xaver-Kapelle angebaut.
An den nördlichen Querhausarm der Pfarrkirche schließt das 1872 errichtete Mausoleum der Familie des seinerzeitigen Besitzers der Zuckerfabrik Hirm, Daniel Ritter von Rothermann (1804–1890) an, welches mit reichem Terrakottaschmuck versehen ist. Es wurde nach dem Tod von Rothermanns Ehefrau Franziska (1811–1871) errichtet. Der Architekt dieser Grabkapelle ist nicht bekannt, doch wird der Entwurf Theophil Hansen zugeschrieben. Das Mausoleum steht seit 1997 unter Denkmalschutz.

## Ausstattung
Der Hochaltar hat einen spätbarocken freistehenden Tabernakel, welcher einem Rundtempel mit Kuppel nachgeformt ist. An der Apsiswand ist unter einem reichen Baldachin ein Gnadenbild Schwarze Madonna nach einer byzantinischen Ikone, mit der Jahreszahl 1460 bezeichnet, wo vermutet wird, dass das Gnadenbild vom Maler Unger aus Wiener Neustadt ist. Das Gnadenbild wurde von Fürst Paul Esterházy im Jahre 1694 aus Forchtenstein hierher übertragen. Der originale Akanthusrahmen des Gnadenbildes wurde durch einen silbernen Rahmen ersetzt, welcher im Jahre 1736 gestiftet wurde.
Die Seitenaltäre tragen moderne Figuren. Der linke Seitenaltar trägt ein Ölbild Hl. Anna lehrt Maria lesen von Stephan Dorfmeister aus dem Jahre 1784. Auch die Ölbilder im Langhaus Hl. Johannes Nepomuk auf dem Totenbett, Hl. Franz Xaver, Hl. Familie werden Dorfmeister zugeschrieben.
Es gibt ein barockes steinernes Speisgitter. Bemerkenswert ist eine silberne Ewig-Licht-Ampel. Die Orgel ist aus dem 1848 von Stephan Hechinger.